# Blood on Blood
Blood on Blood è il diciassettesimo album in studio del gruppo musicale tedesco Running Wild, pubblicato nel 2021.

## Tracce
1. Blood on Blood – 4:07
2. Wings of Fire – 3:57
3. Say Your Prayers – 5:08
4. Diamonds & Pearls – 4:47
5. Wild & Free – 5:27
6. Crossing the Blades – 6:00
7. One Night, One Day – 4:59
8. The Shellback – 6:11
9. Wild, Wild Nights – 4:34
10. The Iron Times (1618-1648) – 10:30

Tracce Bonus Edizione Giapponese
1. Stargazed – 3:43
2. Strutter (KISS cover) – 3:08
3. Ride on the Wild Side – 4:06

## Formazione
- Rolf Kasparek – voce, chitarra, basso
- Peter Jordan – chitarra
- Ole Hempelmann – basso
- Michael Wolpers – batteria